# جونجی ماجیما
جونجی ماجیما (انگلیسی: Junji Majima; ۱۳ مهٔ ۱۹۷۸ – ) صداپیشه، و بازیگر اهل ژاپن بود.